# Баблгам-поп
Баблгам-поп (англ. Bubblegum pop) — різновид поп-музики, для якої характерна «солодка» мелодія, просте та ясне аранжування. Різновид побудований на повторюваних елементах і простому тексті. Як правило, тематика пісень має по-юнацькому романтичні, жартівливі властивості. Музика різновид бабблгам-попу розрахована на дитячий і юнацький вік.
Бабблгам-поп почав набувати популярність в 1967-му і залишався доволі популярним до 1972-го . Друга хвиля успішності почалася в 1977 році, проте диско незабаром витіснив його.
Зазвичай цей жанр не поширюється на весь альбом, а лише зустрічається поодиноко в синглах. Цей метод застосовується саме через розрахункову аудиторію, оскільки у підлітків більше шансів придбати сингл, ніж цілий альбом.
Виконавець Томмі Рої вважається найуспішнішим співаком у жанрі бабблгам-попу.